# Loma Lookboonmee
Suphisara Konlak (tailandés: สุภิสรา คนหลัก) (Buriram, Tailandia, 18 de enero de 1996), más conocida profesionalmente como Loma Lookboonmee (tailandés: โลมา ลูกบุญมี), es una artista marcial mixta tailandesa que ha competido en Muay Thai, boxeo, kick boxing y artes marciales mixtas. En el boxeo ha luchado bajo los nombres de Kanda Por Muangpetch (tailandés: กานดา พ.เมืองเพชร) y Kanda Kokietgym (tailandés: กานดา ก่อเกียรติยิม). Actualmente ha firmado con Ultimate Fighting Championship, siendo la primera luchadora tailandesa en firmar con la organización.

## Carrera en las artes marciales mixtas

### Inicios
Comenzó a entrenar Muay Thai a los siete años en el gimnasio de su padre, Boonmee Suphisara. Comenzó compitiendo contra chicas, pero pronto se enfrentó a chicos debido a la falta de competencia. Con el tiempo, consiguió varios títulos y compitió con el equipo nacional tailandés.
Hizo la transición a las artes marciales mixtas en 2017, entrenando con el entrenador George Hickman en Tiger Muay Thai. Debutó como amateur en Thailand Fighting Championship en el festival de música/MMA RockWars el 23 de septiembre. Ganó el combate, sometiendo a la luchadora filipina Krisna Limbaga por sumisión en el segundo asalto, después de lo cual se convirtió rápidamente en profesional, firmando con Invicta Fighting Championships en octubre. Hizo su debut profesional en enero de 2018 en Invicta FC 27. Acumuló un récord de tres victorias contra una derrota antes de ir a la UFC.

### Ultimate Fighting Championship
Debutó en la UFC contra Aleksandra Albu el 26 de octubre de 2019 en UFC Fight Night: Maia vs. Askren. Ganó el combate por decisión dividida.
Estaba programada para enfrentarse a Hannah Goldy el 23 de febrero de 2020 en UFC Fight Night: Felder vs. Hooker. Sin embargo, Goldy se retiró debido a una lesión en el hombro y fue sustituida por Angela Hill. Perdió el combate por decisión unánime.
Se enfrentó a Jinh Yu Frey el 4 de octubre de 2020 en UFC on ESPN: Holm vs. Aldana.  Ganó el combate por decisión unánime.
Como primer combate de su nuevo contrato de varios combates, se enfrentó a Sam Hughes el 1 de mayo de 2021 en UFC on ESPN: Reyes vs. Procházka. Ganó el combate por decisión unánime.
Estaba programada para enfrentarse a Cheyanne Vlismas el 20 de noviembre de 2021 en UFC Fight Night: Vieira vs. Tate. Sin embargo, Buys se retiró del combate por razones no reveladas y fue sustituida por Loopy Godínez. Perdió el combate por decisión unánime.
Se esperaba que se enfrentara a Diana Belbiţă el 17 de septiembre en 2022 en UFC Fight Night: Sandhagen vs. Song. Sin embargo, Belbiţă se retiró por un motivo no revelado y fue sustituida por Denise Gomes. Ganó el combate por decisión unánime.
Como primera pelea de su nuevo contrato de múltiples peleas, Lookboonmee estaba programada para enfrentar a Elise Reed el 4 de febrero de 2023 en UFC Fight Night: Lewis vs. Spivak .  Sin embargo, la pareja fue trasladada a UFC 284 por razones no reveladas.  Ella ganó la pelea mediante una sumisión de estrangulamiento por detrás en el segundo asalto. 
Lookboonmee se enfrentó a Bruna Brasil el 10 de febrero de 2024 en UFC Fight Night 236, ganando la pelea por decisión unánime. 

## Campeonatos y logros

### Artes marciales mixtas
- Invicta Fighting Championships
  - Pelea de la Noche (una vez) vs. Monique Adriane[35]

### Muay Thai
- Onesongchai
  - 2012 S-1 Campeonato Mundial -100 libras[36]
- International Federation of Muaythai Associations
  - Campeonato Mundial de la I.F.M.A. 2015 -45 kg [37]
  - Campeonato Mundial de la I.F.M.A. 2016 -45 kg [38]
  - Campeonato Mundial de la I.F.M.A. 2017 -48 kg [39]
  - Campeonato Mundial de la I.F.M.A. 2018 -48 kg [40]
  - Campeonato Mundial de la I.F.M.A. 2019 -4 kg [41]
- Juegos Asiáticos de Playa
  - Juegos Asiáticos de Playa 2016 Muay Thai -48 kg

## Récord en artes marciales mixtas
| Resultado | Récord | Oponente         | Método                                 | Evento                                            | Fecha                    | Ronda | Tiempo | Localización        | Notas                                                         |
| --------- | ------ | ---------------- | -------------------------------------- | ------------------------------------------------- | ------------------------ | ----- | ------ | ------------------- | ------------------------------------------------------------- |
| Victoria  | 9-3    | Bruna Brasil     | Decisión (unánime)                     | UFC Fight Night: Hermansson vs. Pyfer             | 10 de febrero de 2024    | 3     | 5:00   | Las Vegas, Nevada   |                                                               |
| Victoria  | 8-3    | Elise Reed       | Sumision (estrangulamiento por detrás) | UFC 284                                           | 12 de febrero de 2023    | 2     | 0:44   | Perth,              |                                                               |
| Victoria  | 7-3    | Denise Gomes     | Decisión (unánime)                     | UFC Fight Night: Sandhagen vs. Song               | 17 de septiembre de 2022 | 3     | 5:00   | Las Vegas, Nevada   |                                                               |
| Derrota   | 6-3    | Loopy Godínez    | Decisión (unánime)                     | UFC Fight Night: Vieira vs. Tate                  | 20 de noviembre de 2021  | 3     | 5:00   | Las Vegas, Nevada   |                                                               |
| Victoria  | 6-2    | Sam Hughes       | Decisión (unánime)                     | UFC on ESPN: Reyes vs. Procházka                  | 1 de mayo de 2021        | 3     | 5:00   | Las Vegas, Nevada   |                                                               |
| Victoria  | 5-2    | Jinh Yu Frey     | Decisión (unánime)                     | UFC on ESPN: Holm vs. Aldana                      | 4 de octubre de 2020     | 3     | 5:00   | Abu Dhabi           |                                                               |
| Derrota   | 4-2    | Angela Hill      | Decisión (unánime)                     | UFC Fight Night: Felder vs. Hooker                | 23 de febrero de 2020    | 3     | 5:00   | Auckland            |                                                               |
| Victoria  | 4-1    | Aleksandra Albu  | Decisión (dividida)                    | UFC Fight Night: Maia vs. Askren                  | 26 de octubre de 2019    | 3     | 5:00   | Kallang             | Debut en el peso paja.                                        |
| Victoria  | 3-1    | Monique Adriane  | Decisión (unánime)                     | Invicta FC 35: Bennett vs. Rodriguez II           | 7 de junio de 2019       | 3     | 5:00   | Kansas City, Misuri | Pelea de la Noche.                                            |
| Derrota   | 2-1    | Suwanan Boonsorn | Sumisión (barra de brazo)              | Full Metal Dojo 16: Big Trouble in Little Bangkok | 3 de noviembre de 2018   | 1     | 2:06   | Bangkok             | Por el vacante Campeonato de Peso Atómico de Full Metal Dojo. |
| Victoria  | 2-0    | Hana Tate        | TKO (codazo)                           | Pancrase 298                                      | 5 de agosto de 2018      | 2     | 4:32   | Tokio               |                                                               |
| Victoria  | 1-0    | Mellissa Wang    | Decisión (unánime)                     | Invicta FC 27: Kaufman vs. Kianzad                | 13 de enero de 2018      | 3     | 5:00   | Kansas City, Misuri | Debut en el peso atómico.                                     |